# Wentylacja lutniowa
Wentylacja lutniowa - sposób przewietrzania wyrobisk ślepych (np. udostępniających czy przygotowawczych). Wentylacja lutniowa to połączone cienkościenne rury metalowe, płócienne lub z tworzyw sztucznych. Połączone ze sobą lutnie tworzą lutniociąg. Przepływ powietrza z lutniociągu uzyskuje się za pomocą wentylatorów umieszczonych na początku lutniociągu. 
Rozróżnia się wentylację lutniową ssącą, tłoczącą i kombinowaną. W przypadku wentylacji tłoczącej intensywniejsze jest usuwanie z przodka szkodliwych gazów, mniejsze są straty powietrza, oraz korzystniejsze warunki cieplne w samym przodku, jednak powietrze zużyte odpływa przez wyrobisko, co wydłuża czas przewietrzania całego wyrobiska - ciężej również jest usunąć metan, który gromadzi się pod stropem. Przy wentylacji ssącej rozrzedzanie gazów jest szybsze, korzystniejsze są warunki w całym wyrobisku (gazy nie odpływają wyrobiskiem, tylko lutniociągiem). Wentylacja kombinowana łączy zalety wentylacji ssącej i tłoczącej. Polega ona na stosowaniu po odstrzelaniu przodka metody ssącej, a następnie tłoczącej. Realizuje się ją przez zmianę kierunku obrotów wirnika wentylatorów osiowych, zastosowanie urządzenia rewersyjnego lub zastosowanie dwóch wentylatorów i zasuw.

## Niektóre przepisy dotyczące wentylacji lutniowej
- Maksymalna odległość lutniociągu od czoła przodka
  - w polach niemetanowych i niezagrożonych wyrzutami gazów i skał - 10 m,
  - w polach metanowych lub zagrożonych wyrzutami gazów i skał:
    - przy wentylacji ssącej - 6 m,
    - przy wentylacji tłoczącej lub kombinowanej - 8 m.
- Lutniociąg wyprowadza się do przepływającego prądu powietrza na odległość co najmniej 8 m w takim kierunku, aby nie występowała recyrkulacja powietrza.
- Prędkość prądu powietrza w wyrobisku przewietrzanym z użyciem lutniociągu powinna wynosić co najmniej:
  - w polach niemetanowych i I kategorii zagrożenia metanowego - 0,15 m/s,
  - w polach II, III, IV kategorii zagrożenia metanowego - 0,30 m/s.